# Карсаковка 2-а
Карса́ковка 2-а (рос. Карсаковка 2-я, ерз. Карсаковка Вторая) — присілок у складі Чамзінського району Мордовії, Росія. Входить до складу Апраксінського сільського поселення.

## Населення
Населення — 1 особа (2010; 4 у 2002).
Національний склад (станом на 2002 рік):
- росіяни — 100 %